# Phường 17, Bình Thạnh
Phường 17 là một phường thuộc quận Bình Thạnh, Thành phố Hồ Chí Minh, Việt Nam.
Phường 17 có diện tích 0,64 km², dân số năm 2021 là 23.548 người,  mật độ dân số đạt 36.793 người/km².